# Municipio de Downs (Illinois)
El municipio de Downs (en inglés: Downs Township) es un municipio ubicado en el condado de McLean en el estado estadounidense de Illinois. En el año 2010 tenía una población de 1266 habitantes y una densidad poblacional de 9,88 personas por km².

## Geografía
El municipio de Downs se encuentra ubicado en las coordenadas 40°21′4″N 88°52′14″O / 40.35111, -88.87056. Según la Oficina del Censo de los Estados Unidos, el municipio tiene una superficie total de 128.15 km², de la cual 128,13 km² corresponden a tierra firme y (0,02 %) 0,02 km² es agua.

## Demografía
Según el censo de 2010, había 1266 personas residiendo en el municipio de Downs. La densidad de población era de 9,88 hab./km². De los 1266 habitantes, el municipio de Downs estaba compuesto por el 95,97 % blancos, el 1,42 % eran afroamericanos, el 0,24 % eran amerindios, el 0,32 % eran asiáticos, el 0,08 % eran de otras razas y el 1,97 % eran de una mezcla de razas. Del total de la población el 0,55 % eran hispanos o latinos de cualquier raza.